# 激甚災害に対処するための特別の財政援助等に関する法律
激甚災害に対処するための特別の財政援助等に関する法律（げきじんさいがいにたいしょするためのとくべつのざいせいえんじょとうにかんするほうりつ、昭和37年9月6日法律第150号）は、発生した災害のうち、その規模が特に甚大であり国民生活に著しい影響を与えたものに対して、地方公共団体（都道府県・市町村）および被災者に対する復興支援のために国が通常を超える特別の財政援助または助成を行うことに関する法律である。一般的には激甚災害法（げきじんさいがいほう）と略して呼ばれる。
主務官庁は国土交通省水管理・国土保全局防災課および農林水産省農村振興局防災課で、内閣府防災担当政策統括官職、総務省自治財政局交付税課、財務省主計局農林水産および国土交通、公共事業総括主計官部課など他省庁と連携して執行にあたる。

## 内容
- 第1章 総則
- 第2章 公共土木施設災害復旧事業等に関する特別の財政援助
- 第3章 農林水産業に関する特別の助成
- 第4章 中小企業に関する特別の助成
- 第5章 その他の特別の財政援助及び助成

## 概要

### 指定方法
激甚災害指定は、政令の形式で行われる。

### 対象範囲と内容
国庫補助率（または負担率）の嵩上げや、新たな補助が行われるもの
- 公共土木施設災害復旧事業費国庫負担法に基づき地方公共団体が施行する公共土木施設災害復旧事業
- 農林水産業施設災害復旧事業費国庫補助の暫定措置に関する法律（暫定法）に基づき地方公共団体が施行する農地災害復旧事業および農林水産業共同利用施設災害復旧事業
- 公立社会教育施設（公民館、図書館、体育館など）災害復旧事業
- 私立学校施設災害復旧事業、感染症予防事業、など

国による特別な貸付が行われたり貸付の優遇が図られるもの
- 天災による被害農林漁業者等、および中小企業に対する資金の融通
- 中小企業信用保険法による災害関係保証
- 小規模企業者等設備導入資金助成法による貸付金の償還期間
- その他、被災者に対して特別の財政援助が必要と考えられる場合

## 激甚災害の指定基準
激甚災害指定には、大きく分けて以下の2種類が存在する。
- 全国規模で指定基準を上回る規模となった災害に対して指定される激甚災害（通称「本激」）
- 市町村単位で指定基準を上回る規模となった災害に対して指定される激甚災害（局地激甚災害、通称「局激」）

激甚災害の指定は中央防災会議が定めた「激甚災害指定基準」、「局地激甚災害指定基準」に基づいて判断される。
これによれば、例えば本激指定を受けることのできる主な要件として、以下のものが挙げられる。
- 公共土木施設災害復旧事業において、次のいずれかの要件にあてはまること
  - 「全国の査定見込額＞全国の標準税収入×0.5%」を満たすこと
  - 「全国の査定見込額＞全国の標準税収入×0.2%」を満たし「都道府県での査定見込額＞都道府県の標準税収入×25%」を満たす都道府県があること
  - 「全国の査定見込額＞全国の標準税収入×0.2%」を満たし「市町村での査定見込額＞都道府県の標準税収入×5%」を満たす都道府県があること
- 農地災害復旧事業において、次のいずれかの要件にあてはまること
  - 「全国の査定見込額＞全国農業所得推定額×0.5%」を満たすこと
  - 「全国の査定見込額＞全国農業所得推定額×0.15%」を満たし「都道府県での査定見込額＞10億円または都道府県の農業所得推定額×4%」を満たす都道府県があること

また、局激指定を受けることのできる主な要件として、以下のものが挙げられる。
- 公共土木施設災害復旧事業において「市町村の査定事業費＞市町村の標準税収入×50%」を満たすこと
- 農地災害復旧事業において、「市町村の査定事業費＞市町村の農業所得推定額×10%」を満たすこと

本激が災害に対してのみ指定される（地域を特定しない）のに対し、局激は災害と（被災規模及び標準税収入等を勘案した）対象地域の両方を指定する点に違いがある。また、上記のように激甚災害の指定基準は対象内容によってそれぞれ異なるため、激甚災害指定が行われたとしても、必ずしもすべての財政援助措置が図られるとは限らない。局激の指定は被災規模（災害査定事業費の確定値）および被災地の標準税収入等を勘案する必要があるため、年度末に一括して指定されることが通例であったが、近年局所的に激甚な災害が発生する事例が多発することを鑑み、平成19年（2007年）から、災害発生時点で本激の要件を満たさないものの局激の要件を満たすことが明らかな場合（具体的には、当該市町村の査定見込額が局激指定基準の2倍を上回る場合）については年度末を待たずに速やかに指定を行えるように指定基準が改正された（早期局激指定）。
なお、2011年の東北地方太平洋沖地震（東日本大震災）で千葉県浦安市を始め千葉県や茨城県などで深刻な被害が発生した液状化現象については激甚災害法の適用外である（正確には、地震を異常気象とした被害としての認定はあるものの、液状化被害そのものに対する具体的指標がない）。このため、東祥三内閣府副大臣（防災担当）らが同年4月26日に千葉県・茨城県の被害状況を視察に訪れた際に、茨城県の上月良祐副知事や稲敷市の田口久克市長、千葉県香取市の宇井成一市長が緊急要望を行う 状況であったが、これを受ける形で東副大臣が衆議院総務委員会で「実態を踏まえながら、できるだけ早く基準の見直しを決断したい」と答弁する と共に、枝野幸男官房長官は同年4月27日の記者会見で、「激甚災害法等の適用の範囲をどういう風に広げられるのか広げられないのか、できるだけ対応できる方向で、ということで実務的な検討が進んでいる」と述べ、激甚災害法の見直しにより液状化被害に対する救済措置をとる方向であることを示した。

## 激甚災害（本激）に指定された主な災害
激甚災害の指定は昭和59年（1984年）以降は1件のみ（8.5水害）であったが、平成11年（1999年）に激甚災害法が改正され、基準の大幅な引き下げが行われたことで、以降はほぼ毎年激甚災害（本激）の指定が行われている。
平成6年（1994年）
- 12月28日に発生した三陸はるか沖地震による災害

平成7年（1995年）
- 1月17日に発生した兵庫県南部地震（阪神・淡路大震災）による災害

平成10年（1998年）
- 9月15日から10月1日までの間の前線による豪雨及び暴風雨（台風5号、台風6号、台風7号、台風8号、台風9号）による災害
- 10月16日から10月18日までの間の豪雨及び暴風雨（台風10号）による災害

平成11年（1999年）
- 9月14日から9月24日までの間の豪雨及び暴風雨（台風16号、台風17号、台風18号）による災害

平成12年（2000年）
- 9月8日から9月18日までの間の豪雨及び暴風雨（台風14号、台風15号、台風17号）による災害

平成13年（2001年）
- 9月2日から9月7日までの間の前線に伴う豪雨による災害

平成14年（2002年）
- 7月8日から7月12日までの間の豪雨及び暴風雨（台風6号）による災害[8]
- 10月1日から10月2日までの間の豪雨及び暴風雨（台風21号）による災害[9]

平成15年（2003年）
- 8月7日から8月10日までの間の暴風雨及び豪雨（台風10号）による災害

平成16年（2004年）
- 7月8日から7月21日までの間の豪雨（福井豪雨、新潟・福島豪雨）による災害
- 7月29日から8月6日までの間の暴風雨及び豪雨（台風10号、台風11号）による災害
- 8月27日から8月31日までの間の豪雨及び暴風雨（台風16号）による災害
- 9月4日から9月8日までの間の豪雨及び暴風雨（台風18号）による災害
- 9月26日から9月30日までの間の豪雨及び暴風雨（台風21号）による災害
- 10月18日から10月21日までの間の豪雨及び暴風雨（台風23号）による災害
- 10月23日に発生した新潟県中越地震による災害

平成17年（2005年）
- 6月27日から7月15日までの間の豪雨及び暴風雨（平成17年梅雨前線豪雨）による災害
- 9月1日から9月8日までの間の豪雨及び暴風雨（台風14号）による災害

平成18年（2006年）
- 5月23日から7月29日までの間の豪雨（平成18年7月豪雨）及び暴風雨（台風3号）による災害
- 9月15日から9月20日までの間の暴風雨及び豪雨（台風13号）による災害
- 10月6日から10月9日までの間の暴風雨及び豪雨による災害（2006年10月の低気圧による災害）

平成19年（2007年）
- 6月11日から7月17日までの間の暴風雨及び豪雨（梅雨前線豪雨および台風4号）による災害
- 8月2日から8月4日までの間の暴風雨（台風5号）による災害

平成21年（2009年）
- 6月9日から8月2日までの間の豪雨（平成21年7月中国・九州北部豪雨を含む梅雨前線豪雨）による災害
- 8月8日から8月11日までの間の豪雨及び暴風雨（熱帯低気圧および台風9号）による災害[13]

平成23年（2011年）
- 3月11日に発生した東北地方太平洋沖地震（東日本大震災）による災害[15]
- 3月12日に発生した長野県北部地震による災害
- 7月24日から8月1日までの間の豪雨（平成23年7月新潟・福島豪雨を含む豪雨）による災害[16]（福島県南会津郡只見町および大沼郡金山町は併せて局激指定）[17]
- 8月29日から9月7日までの間の暴風雨及び豪雨（台風12号およびこれが変化した温帯低気圧）による災害（三重県熊野市、南牟婁郡紀宝町及び奈良県吉野郡十津川村は併せて局激指定）[18]
- 9月15日から9月23日までの間の暴風雨及び豪雨（台風15号およびこれが変化した温帯低気圧）による災害[19]

平成24年（2012年）
- 6月8日から7月23日までの間の豪雨（平成24年7月九州北部豪雨を含む梅雨前線豪雨および台風4号）による災害（熊本県阿蘇市は併せて局激指定）[20]

平成25年（2013年）
- 6月8日から8月9日までの間の豪雨及び暴風雨（山口・島根豪雨と秋田・岩手豪雨を含む豪雨、台風4号および台風7号）による災害（岩手県岩手郡雫石町および紫波郡紫波町、山形県西村山郡西川町、島根県鹿足郡津和野町並びに山口県山口市〈旧阿東町〉および萩市は併せて局激指定）[21]
- 9月15日から9月17日までの間の暴風雨及び豪雨（台風18号およびこれが変化した温帯低気圧）による災害[22]

平成26年（2014年）
- 7月30日から8月25日までの間の暴風雨及び豪雨（平成26年8月豪雨を含む豪雨、台風11号および台風12号）による災害[23]

平成27年（2015年）
- 6月2日から7月26日までの間の豪雨及び暴風雨（梅雨前線豪雨、台風9号、台風11号および台風12号）による災害（熊本県天草郡苓北町は併せて局激指定）[24]
- 9月7日から9月11日までの間の暴風雨及び豪雨（台風18号等、平成27年9月関東・東北豪雨を含む）による災害（福島県南会津郡南会津町および大沼郡昭和村ならびに茨城県常総市は併せて局激指定）[25]

平成28年（2016年）
- 4月14日以降に発生した熊本地震による災害[26]
- 8月16日から9月1日までの間の暴風雨及び豪雨（台風7号、台風11号、台風9号および台風10号）による災害（北海道空知郡南富良野町ならびに岩手県宮古市、久慈市および下閉伊郡岩泉町の4市町は併せて局激指定）[27]

平成29年（2017年）
- 6月7日から7月27日までの間の豪雨及び暴風雨（台風3号および平成29年7月九州北部豪雨を含む梅雨前線豪雨）による災害（福岡県朝倉市、朝倉郡東峰村および田川郡添田町ならびに大分県日田市の4市町は併せて局激指定）[28]

平成30年（2018年）
- 5月20日から7月20日までの間の豪雨及び暴風雨（平成30年7月豪雨）による災害[29]
- 9月6日に発生した北海道胆振東部地震による災害[30]

令和元年（2019年）
- 8月13日から9月24日までの間の暴風雨及び豪雨による災害（令和元年房総半島台風/台風15号・令和元年8月の大雨。佐賀県多久市・武雄市・杵島郡大町町・千葉県安房郡鋸南町の2市2町は併せて局激指定）[31]
- 10月11日から14日までの間の暴風雨および豪雨による災害（令和元年東日本台風/台風19号）[32]
  - 政令変更により、10月14日から26日（令和元年10月25日の大雨）の期間も拡充指定された[33]。

令和2年（2020年）
- 5月15日から7月31日までの間の豪雨による災害（令和2年7月豪雨）[34]

令和3年（2021年）
- 5月11日から7月14日までの間の豪雨による災害（梅雨前線。島根県雲南市、飯南町および鹿児島県さつま町の3市町は併せて局激指定）[35]
  - 政令変更により、5月7日から10日の期間も拡充指定された（広島県庄原市、熊本県山都町および鹿児島県十島村の3市町は併せて局激指定）。
- 8月7日から8月23日までの間の豪雨による災害（令和3年8月の大雨、台風9号および台風10号。島根県西ノ島町、隠岐の島町、佐賀県武雄市および大町町の4市町は併せて局激指定。政令変更により青森県風間浦村及び島根県知夫村も併せて局激指定）[36]

令和4年（2022年）
- 7月14日から20日までの間の豪雨による災害（梅雨前線。宮城県松島町、大郷町、美里町、熊本県球磨村、鹿児島県姶良市は併せて局激指定）[37][38]
- 8月1日から22日までの間の豪雨による災害（梅雨前線、台風8号）[39]
- 9月17日から24日までの間の暴風雨及び豪雨による災害（台風14号、台風15号）[40]

令和5年（2023年）
- 5月28日から7月20日までの間の豪雨及び暴風雨による災害（令和5年梅雨前線豪雨等〈台風2号の暴風雨を含む〉）[41]
- 8月12日から17日までの間の暴風雨による災害（台風7号。鳥取県三朝町は局激指定）[42]

令和6年（2024年）
- 1月1日に発生した能登半島地震による災害[43]
- 8月26日から9月3日までの間の暴風雨及び豪雨による災害（台風10号。宮崎県椎葉村・美郷町は局激指定）[44]
- 9月20日から23日までの間の豪雨による災害（石川県輪島市は局激指定）[45]

## 局地激甚災害（局激）に指定された主な災害
◇印は早期局激指定された災害。
平成9年（1997年）
- 6月19日から6月21日までの間の豪雨及び暴風雨（台風7号）による災害
- 6月27日及び6月28日の暴風雨（台風8号）による災害
- 7月26日から7月29日までの間の暴風雨及び豪雨（台風9号）による災害
- 8月4日から8月10日までの間の豪雨及び暴風雨（台風11号）による災害
- 8月16日から8月19日までの間の暴風雨（台風13号）による災害
- 9月12日から9月17日までの間の豪雨及び暴風雨（台風19号）による災害
- 9月18日及び9月19日の豪雨及び暴風雨（台風20号）による災害

平成11年（1999年）
- 7月25日から7月29日までの間の豪雨及び暴風雨（台風5号）による災害
- 8月1日及び8月2日の豪雨及び暴風雨（台風7号）による災害
- 8月5日から8月7日までの間の豪雨及び暴風雨（台風8号）による災害

平成12年（2000年）
- 7月7日から7月9日までの間の暴風雨（台風3号）による災害
- 7月11日から7月17日までの間の豪雨及び暴風雨（台風4号）による災害
- 7月27日から8月3日までの間の豪雨及び暴風雨（台風6号）による災害

平成13年（2001年）
- 8月20日から8月22日までの間の豪雨及び暴風雨（台風11号）による災害
- 9月6日から9月13日までの間の暴風雨（台風16号）による災害
- 9月8日から9月12日までの間の豪雨及び暴風雨（台風15号）による災害
- 10月15日から10月18日までの間の豪雨及び暴風雨（台風21号）による災害

平成14年（2002年）
- 7月3日から7月6日までの間の豪雨及び暴風雨（台風5号）による災害
- 7月13日から7月16日までの間の豪雨及び暴風雨（台風7号）による災害
- 7月25日及び7月26日の豪雨及び暴風雨（台風9号）による災害
- 8月24日から9月2日までの間の豪雨及び暴風雨（台風15号）による災害
- 9月4日及び9月5日の暴風雨（台風16号）による災害

平成15年（2003年）
- 5月29日から5月31日までの間の暴風雨（台風4号）による災害
- 6月17日から6月19日までの間の暴風雨（台風6号）による災害
- 9月10日から9月14日までの間の暴風雨（台風14号）による災害
- 9月21日の暴風雨（台風15号）による災害

平成16年（2004年）
- 6月6日から6月12日までの間の豪雨及び暴風雨（台風4号）による災害
- 6月19日から6月23日までの間の豪雨及び暴風雨（台風6号）による災害
- 8月16日から8月21日までの間の豪雨及び暴風雨（台風15号）による災害
- 10月7日から10月10日までの間の暴風雨及び豪雨（台風22号）による災害

平成18年（2006年）
- 8月17日から8月19日までの間の豪雨及び暴風雨（台風10号）による災害
- 10月4日から10月9日までの間の暴風雨及び豪雨（台風16号）による災害

平成19年（2007年）
- ◇3月25日に発生した能登半島地震による災害（対象地域：石川県七尾市、輪島市、珠洲市、羽咋郡志賀町、鳳珠郡能登町・穴水町）
- ◇7月16日に発生した新潟県中越沖地震による災害（対象地域：新潟県長岡市、柏崎市、三島郡出雲崎町、刈羽郡刈羽村）
- 9月5日から9月8日までの間の暴風雨（台風9号）による災害
- 9月14日から9月18日までの間の豪雨及び暴風雨（台風11号）による災害

平成20年（2008年）
- ◇6月14日に発生した岩手・宮城内陸地震による災害（対象地域：岩手県一関市の一部〈旧一関市〉、奥州市の一部〈旧衣川村〉、宮城県栗原市）
- ◇7月27日から7月29日までの間の豪雨（2008年夏の局地的荒天続発）による災害（対象地域：富山県南砺市・石川県金沢市）
- 9月12日から9月19日までの間の豪雨及び暴風雨（台風13号）による災害
- 9月29日から10月1日までの間の豪雨及び暴風雨（台風15号）による災害

平成21年（2009年）
- ◇8月8日から8月11日までの間の豪雨及び暴風雨（熱帯低気圧および台風9号）による災害（対象地域：兵庫県佐用町〈旧上月町〉・高知県三原村）[13]
- 10月6日から10月8日までの間の暴風雨（台風18号）による災害

平成22年（2010年）
- ◇9月4日から9月9日までの間の暴風雨及び豪雨（台風9号および熱帯低気圧）による災害（対象地域：神奈川県山北町・静岡県小山町）
- ◇10月18日から10月25日までの間の豪雨（奄美豪雨）による災害（対象地域：鹿児島県奄美市〈旧住用村〉等）

平成23年（2011年）
- ◇5月10日から5月12日までの間の大雨による災害（対象地域：長野県大鹿村･兵庫県新温泉町）
  - 内閣府は同時期に接近した台風1号とは別個の大雨災害として指定。
- 5月28日から5月30日までの間の豪雨及び暴風雨（台風2号）による災害
- ◇7月17日から7月20日までの間の暴風雨（台風6号）による災害（対象地域：高知県安芸市等）
- 8月5日から8月6日の暴風雨及び豪雨（台風9号）による災害
- 9月20日から9月22日までの間の暴風雨及び豪雨（台風15号）による災害

平成25年（2013年）
- ◇8月23日から8月25日までの間の豪雨（島根豪雨）による災害（対象地域：島根県江津市・邑智郡邑南町）
- ◇10月15日から10月16日までの間の暴風雨（台風26号）による災害（対象地域：東京都大島町）

平成26年（2014年）
- ◇7月9日及び7月10日の暴風雨及び豪雨（台風8号等）による災害（対象地域：長野県木曽郡南木曽町・宮崎県東臼杵郡椎葉村）
- 10月4日から10月7日までの間の暴風雨（台風18号）による災害（対象地域：鹿児島県西之表市等）
- ◇10月13日及び10月14日の暴風雨（台風19号）による災害（対象地域：兵庫県洲本市・淡路市）
- ◇11月22日に発生した長野県神城断層地震による災害（対象地域：長野県北安曇郡白馬村・小谷村）

平成27年（2015年）
- ◇8月24日から8月26日までの間の暴風雨（台風15号等）による災害（対象地域：三重県多気郡大台町・北牟婁郡紀北町）

平成30年（2018年）
- ◇8月20日から9月5日までの間の暴風雨及び豪雨（台風19号、台風20号、台風21号等）による災害（対象地域：新潟県粟島浦村、長野県大鹿村、大阪府豊能町、奈良県野迫川村・上北山村、和歌山県古座川町・新宮市・高野町・白浜町）[47]

令和4年（2022年）
- ◇3月16日に発生した福島県沖地震による災害（対象地域：福島県相馬郡新地町）[48]

令和5年（2023年）
- ◇5月5日の地震による石川県珠洲市の区域に係る災害（対象地域：石川県珠洲市）[49]
- ◇9月4日から9日までの間の豪雨及び暴風雨による千葉県夷隅郡大多喜町等の区域に係る災害（台風12号・台風13号〈熱帯低気圧を含む〉対象地域：千葉県大多喜町、勝浦市、鴨川市、長南町、茨城県日立市）[50]

その他
- 平成12年（2000年）から平成26年（2014年）までの間の火山現象（2000年の三宅島雄山噴火）による災害（対象地域：東京都三宅村）
  - 平成15年（2003年）3月に「平成12年から平成14年までの間の火山現象による災害」として指定。火山活動が収束しないため、平成16年（2004年）以降も毎年局激指定が延長され、平成26年（2014年）まで続いた[51]。